# Kamer van de WIC in het Noorderkwartier
De Kamer van de WIC in het Noorderkwartier was een van de vijf kamers van de West-Indische Compagnie en stond in Hoorn.
De andere kamers bevonden zich in Amsterdam, Middelburg, Rotterdam en Groningen.
De Kamer bevond zich aan de Binnenluiendijk in het zuidoosten van het centrum van de stad, nabij de haven Karperkuil. Hier vergaderden de heren van het Noorderkwartier.